# Himlaspelet – Ett spel om en väg som till Himla bär
Himlaspelet – Ett Spel om en Wäg som till Himla bär är ett bygdespel av Rune Lindström som hade urpremiär på Paradplatsen i Leksand den 3 augusti 1941. Efter några års uppehåll i slutet av 1940-talet har spelet framförts i Leksand varje sommar sedan 1951 i Sammilsdalsgropen. År 2012 flyttade man tillfälligt spelet till Tällberg, för att sedan återvända till Leksand, men nu till Sveasalen.

## Historia
Rune Lindström läste teologi vid Uppsala universitet när han tillsammans med Gösta Folke lyckades intressera Leksandsborna för en urpremiär 1941. Åskådarsiffran var 2 600, sittplatserna 500. Dekoren målade Rune Lindström på hoptiggda pappkartonger. Den stora succén kom dock i universitetsaulan i Uppsala på hösten med fem fullsatta hus och fullbordades på Dramaten jul- och nyårshelgen 1941–1942. I Leksand fortsatte spelet 1942–1943. Från 1949 blev det en årlig turistattraktion med 10–21 föreställningar i juli, den specialbyggda scenen i Sammilsdalen tillkom följande år. Publikrekordet för en föreställning lyder på 3813 personer och året var 1958. Amatörer från bygden, förstärkta med några professionella aktörer, utgör ensemblen. Ensemblen gästade 1942 Helsingfors, turnerade för Riksteatern året därpå, återfanns på Malmö Stadsteater julen 1963 och på Stora Teatern, Göteborg 1968. Ett USA-gästspel förverkligades 1980. En radioversion kom 1953 med Per Oscarsson som Mats och Rune Lindström som Kurbitsmålaren.

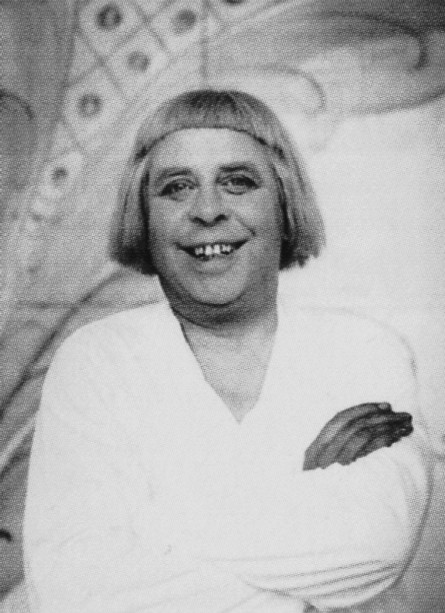
Rune Lindström i Himlaspelet 1944.

Himlaspelet blev Rune Lindströms genombrott som dramatiker, poet och skådespelare. Himlaspelet är den äldsta av Lindströms tre dalaspel, senare skrev han även Skinnarspelet som ges i Malung och Ingmarsspelen som framförs i Nås. I Himlaspelet – Ett spel om en väg som till Himla bär får vi följa Mats Erssons öden och äventyr. Han skall gifta sig med sin älskade Marit till våren. När pesten kommer till trakten blir Marit anklagad för häxeri och döms till döden. Mats har svårt att förstå hur Gud kunde låta det hända och bestämmer sig för att vandra upp till himlen för att fråga Gud själv.
Rune Lindström spelade själv Mats under 30 år till 1970 (de sista sex åren endast som den åldrande Mats), men de sista två åren av sin levnad fick han gestalta den roll han ursprungligen tänkt åt sig själv – Kurbitsmålaren. Gösta Folke regisserade Himlaspelet under hela 54 säsonger, därefter tog Hans Josefsson vid under 10 år. Numera är det Birgit Carlstén som svarar för regin. Flera namnkunniga skådespelare har medverkat i föreställningen genom årens lopp; här kan nämnas bland andra Jarl Kulle, Lars Hjertner, Lauritz Falk, Gösta Prüzelius, Tomas Bolme och Stefan Ljungqvist. År 2007 spelades Mats Ersson av Johan Wikström, Kung Salomo av Linus Lindman och Kurbitsmålaren av Magnus Hård af Segerstad. Från år 2012 spelas Mats av Joacim Hedman.
Himlaspelet räknas som en del av det svenska kulturarvet. En filmversion av Himlaspelet regisserades 1942 av Alf Sjöberg  med Rune Lindström i huvudrollen och med Eivor Landström som Marit. Bygdespelet Himlaspelet ges fortfarande i Leksand varje sommar under juli månad. Sedan 2007 spelas Himlaspelet inomhus i Sveasalen centralt i Leksand. 2012 års uppsättning spelades i ett teatertält invid Klockargården i Tällberg och 2016 flyttade man tillbaks till Sveasalen.